# Brauerei Zum goldenen Löwen
Die Brauerei Zum goldenen Löwen in Weißenburg in Bayern war eine in der Luitpoldstraße 3 beheimatete Brauerei.

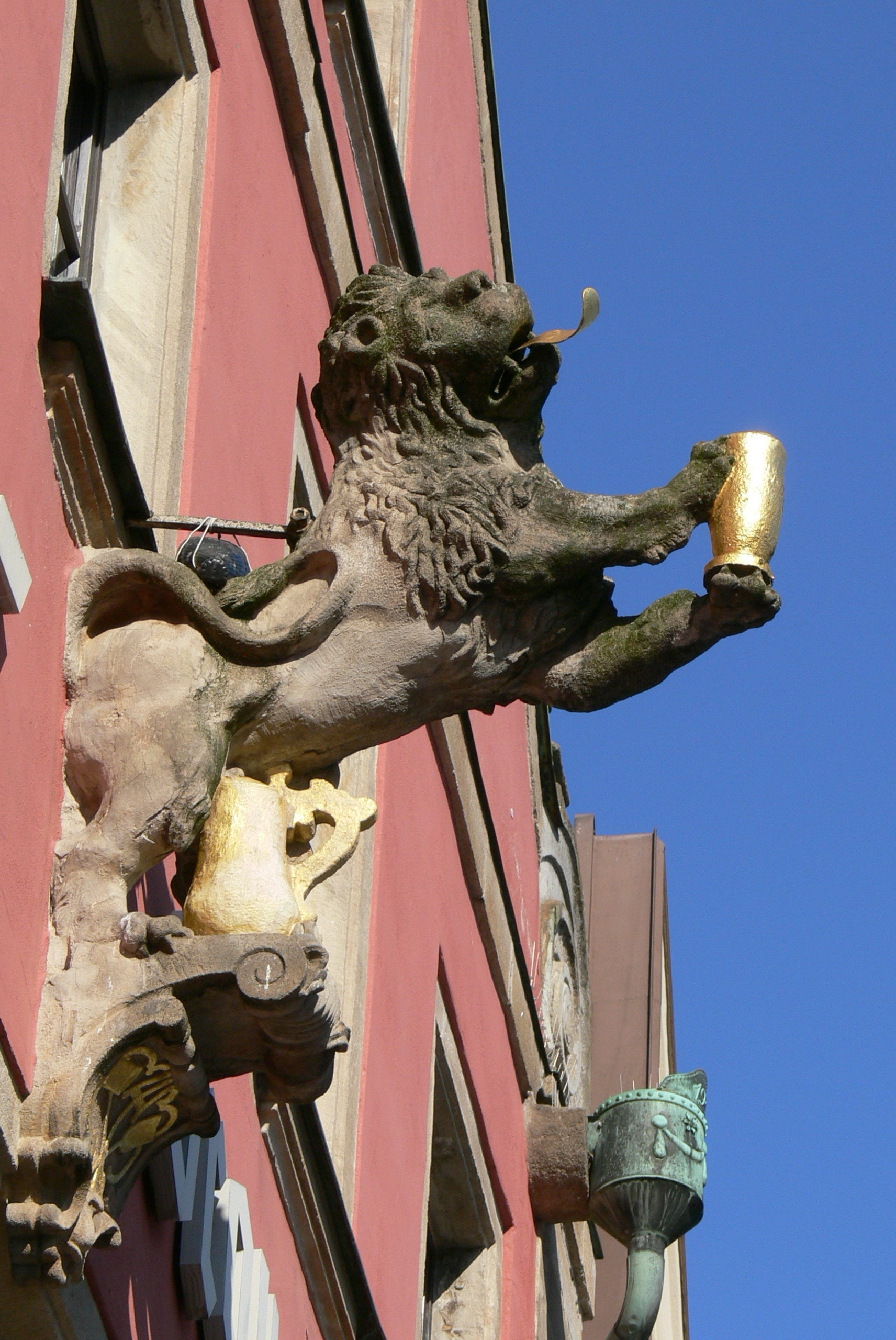
Heute ist der Löwe nur noch teilweise golden.

Krug nennt als Gründungsjahr 1558 – Literatur nennt 1664

## Geschichte
Die Geschichte des Hauses geht zurück bis aufs Jahr 1558. Ein Brauhaus ist seit 1664 belegt. Im 18. Jahrhundert war die Brauerei die umsatzstärkste in Weißenburg. Vor 1774 wurde dem Goldenen Löwen als erster Brauerei in Weißenburg die Genehmigung zum Brauen des „braunen Bieres“ erteilt. Nach mehreren Generationen der Familie Schnitzlein (vgl. auch Brauerei Zum Ochsen in Bieswang) wurde die Brauerei im Jahre 1856 von der Familie Pflaumer übernommen. Nach Karl Pflaumer übernahm Gustav Pflaumer, der 1897 an Ludwig Arauner übergab. 1927 wurde die OHG Löwenbrauerei gegründet, damit nahm die Brauerei einen enormen Aufschwung und wurde zum modernsten Betrieb in Weißenburg, bis 1979 der Brauereibetrieb aufgegeben wurde.

## Sommerkeller
Mit der Erlaubnis, braunes Bier brauen zu dürfen, benötigte die Löwenbrauerei auch einen „Keller“, das zugehörige Gasthaus wurde 1774 als erster Sommerkeller in Weißenburg eröffnet. Auch wenn die Brauerei selbst nicht mehr existiert, ist der sogenannte „Araunerskeller“ heute noch geöffnet und bekannt und beliebt.